# Saison 2 de Spy
Chronologie
Saison 1
Cet article présente les onze épisodes de la deuxième saison série télévisée britannique Spy.

## Diffusion
- Au Royaume-Uni, la série est diffusée depuis le 19 octobre 2012 sur Sky One.
- En France, la série est diffusée à partir du 26 juin 2013 sur Canal+ Family.

## Liste des épisodes

### Épisode 1: Campagne électorale (Codename: Growing Rogue)
- Royaume-Uni : 19 octobre 2012 sur Sky One
- France : 26 juin 2013 sur Canal+ Family[1]

### Épisode 2: Protection rapprochée (Codename: Riding High)
- Royaume-Uni : 26 octobre 2012 sur Sky One
- France : 27 juin 2013 sur Canal+ Family[2]

### Épisode 3: Vis ma vie (Codename: Lie Hard)
- Royaume-Uni : 2 novembre 2012 sur Sky One
- France : 28 juin 2013 sur Canal+ Family[3]

### Épisode 4: Tricher n'est pas jouer (Codename: Mistaken Identity)
- Royaume-Uni : 9 novembre 2012 sur Sky One
- France : 1er juillet 2013 sur Canal+ Family[4]

### Épisode 5: Titre français inconnu (Codename: Family Bonds)
- Royaume-Uni : 16 novembre 2012 sur Sky One
- France : 2 juillet 2013 sur Canal+ Family

### Épisode 6: Titre français inconnu (Codename: Citizen Lame)
- Royaume-Uni : 23 novembre 2012 sur Sky One
- France : 2 juillet 2013 sur Canal+ Family

### Épisode 7: Les mégères (Codename: Ball Busted)
- Royaume-Uni : 30 novembre 2012 sur Sky One
- France : 3 juillet 2013 sur Canal+ Family

### Épisode 8: Doublures (Codename: Double Oh)
- Royaume-Uni : 7 décembre 2012 sur Sky One
- France : 3 juillet 2013 sur Canal+ Family

### Épisode 9: Pulp Friction (Codename: Pulp Friction)
- Royaume-Uni : 14 décembre 2012 sur Sky One
- France : 4 juillet 2013 sur Canal+ Family

### Épisode 10: Ultime souper (Codename: Last Scupper)
- Royaume-Uni : 21 décembre 2012 sur Sky One
- France : 4 juillet 2013 sur Canal+ Family

### Épisode 11:Christmas Special: Nom de code, que le spectacle commence (Codename: Show Stopper)
- Royaume-Uni : 26 décembre 2012 sur Sky One
- France : 5 juillet 2013 sur Canal+ Family